# Kirk Maltby
Kirk Maltby, född 22 december 1972 i Guelph, Ontario, är en kanadensisk före detta professionell ishockeyspelare som spelade för Detroit Red Wings och Edmonton Oilers i NHL. 
Maltby vann Stanley Cup sammanlagt fyra gånger, samtliga med Detroit Red Wings. Han representerade också kanadensiska ishockeylandslaget vid ett flertal tillfällen. Bland hans främsta meriter i internationella idrottssammanhang kan World Cup 2004 nämnas, då man lyckades besegra Finland med 3-2 i finalen. 
Maltbys främsta egenskaper som ishockeyspelare var hans defensiva kvaliteter som gjorde honom mycket framgångsrik i numerära underlägen, så kallat boxplay.
I Detroit Red Wings var Kirk Maltby under många år medlem av "Grind Line" med Kris Draper och Joe Kocur eller Darren McCarty, en kedja som var specialiserad på att spela defensiv fysisk ishockey och störa motståndarnas toppformationer. "Grind Line" var effektiv mot Philadelphia Flyers kedja "Legion of Doom" med Eric Lindros, John LeClair och Mikael Renberg i Stanley Cup-finalen 1997, en finalserie Detroit vann med 4-0 i matcher.

## Meriter
- Stanley Cup – 1996–97, 1997–98, 2001–02, 2007–08.
- VM – Guld 2003, Silver 2005.
- World Cup – Guld 2004.